# レプリカ (坂本真綾の曲)
「レプリカ」は、坂本真綾の24枚目のシングル。2014年8月20日にFlyingDogから発売された。表題曲の作詞は坂本真綾、作曲はandropの内澤崇仁が手掛けた。

## 背景
本曲は、テレビアニメ『M3〜ソノ黒キ鋼〜』の後期オープニングテーマに使用された。制作に際し監督の佐藤順一に「暗さのあるアグレッシブな曲」を依頼されたため内澤の作風がわりとダークであることと坂本自身も内澤が制作したメロディに歌詞を乗せたかったため、彼に曲作りを依頼したという。
一方歌詞の制作に際しては坂本が佐藤に同アニメの一部始終を聞いたり脚本を読んだ上で行おうと思っていたが、映像すら完成していないことに気づき、再度佐藤と面会して作品のテーマやキャタクターの心理描写を聞き込んだ上で自身が共感した内容を基に制作を手掛けたという。その後佐藤から「10代の子たちが身近に感じられる詞」を注文されたため、今の10代と昔の坂本を比較したという。坂本は前者がネットに接続できる環境になったことからコピペが容易に行え、オリジナルとレプリカの判別が付き辛くなった環境を基にレプリカをフレーズに盛り込んだという。その後坂本は同フレーズをタイトルとして採用することを決めたことを明かしている。
YouTubeで公開中のPVは、歌詞やジャケットと同じく「暗闇の中の閃光」をイメージしているためLEDを効果的に使用している。

## シングルリリース
2014年8月20日にFlyingDogから発売された。坂本のシングルとしては前作「SAVED.／Be mine!」から半年ぶりのリリースとなる。
2曲目「coming up」は、大人の夏を意識して書かれたという。
初回限定盤には前作の発売記念イベントで披露された扇谷研人とのデュオライブの模様を収録したライブ・ミニアルバム『DUO』が同梱されている。ライブでは「プラチナ」、「Be mine!」、「ねこといぬ」、「シンガーソングライター」のピアノバージョンが披露された。
累計出荷枚数は9千枚。

## シングル収録内容
| 全作詞: 坂本真綾（特記を除く）。 |                              |                               |           |                                                                        |      |
| #                                | タイトル                     | 作詞                          | 作曲      | 編曲                                                                   | 時間 |
| 1.                               | 「レプリカ」                 | 坂本真綾 [ 1 ] （特記を除く） | 内澤崇仁  | 内澤崇仁（編曲・ストリングスアレンジ）、石塚徹（ストリングスアレンジ） | 4:00 |
| 2.                               | 「coming up」                | 坂本真綾 [ 1 ] （特記を除く） | 原昌和    | 原昌和                                                                 | 5:08 |
| 3.                               | 「レプリカ -Instrumental-」  | 坂本真綾 [ 1 ] （特記を除く） |           |                                                                        | 4:00 |
| 4.                               | 「coming up -Instrumental-」 | 坂本真綾 [ 1 ] （特記を除く） |           |                                                                        | 5:05 |
| 合計時間:                        | 合計時間:                    | 合計時間:                     | 合計時間: | 18:15                                                                  |      |

| #  | タイトル                   | 作詞     | 作曲           | ピアノアレンジ | 時間 |
| -- | -------------------------- | -------- | -------------- | -------------- | ---- |
| 1. | 「プラチナ」               | 岩里祐穂 | 菅野よう子     | 扇谷研人       | 4:07 |
| 2. | 「Be mine!」               |          | the band apart | 扇谷研人       | 4:01 |
| 3. | 「ねこといぬ」             |          | 菅野よう子     | 扇谷研人       | 4:36 |
| 4. | 「シンガーソングライター」 |          | 坂本真綾       | 扇谷研人       | 5:35 |

## チャート
| チャート（2014年）                     | 最高位 |
| -------------------------------------- | ------ |
| オリコン                               | 17     |
| Billboard Japan Hot 100                | 24     |
| Billboard Japan Hot Animation          | 6      |
| Billboard Japan Hot Singles Sales      | 16     |
| Billboard Japan Hot Top Airplay        | 69     |
| サウンドスキャンジャパン（初回限定盤） | 16     |